# Laval-sur-Vologne
Laval-sur-Vologne é uma comuna francesa na região administrativa do Grande Leste, no departamento de Vosges. Estende-se por uma área de 3.58 km². Em 2010 a comuna tinha 637 habitantes (densidade: 177,9 hab./km²).